# Stephan Knösel
Stephan Knösel (* 28. Oktober 1970) ist ein deutscher Jugendbuch- und Drehbuchautor.

## Karriere
Stephan Knösel arbeitete nach seinem Abitur und der Bundeswehr jahrelang in einer Videothek. Nebenher schrieb er und drehte Kurzfilme, bis er im Jahr 2000 ein Stipendium der Drehbuchwerkstatt an der Hochschule für Fernsehen und Film in München bekam. Seit 2001 ist er als freiberuflicher Drehbuchautor tätig, vor allem für den Bayerischen Rundfunk.
Sein erster Jugendroman Echte Cowboys erschien im Jahr 2010 im Beltz Verlag. Er erhielt dafür ein Literaturstipendium der Landeshauptstadt München, den Bayerischen Kunstförderpreis für Literatur und das Kranichsteiner Jugendliteratur-Stipendium 2011.
Knösel lebt mit seiner Frau und seinen beiden Söhnen in München.

## Bücher
- Echte Cowboys. Beltz Verlag, München 2010, ISBN 978-3-407-74251-3.
- Jackpot. Beltz, München 2012, ISBN 978-3-407-74344-2.
- Das absolut schönste Mädchen der Welt und ich. Beltz, München 2015, ISBN 978-3-407-81183-7.
- Master of Disaster. Chaos ist mein zweiter Name. Beltz, München 2018, ISBN 978-3-407-82355-7.
- Panic Hotel. Letzte Zuflucht. Beltz, München 2020, ISBN 978-3-407-75829-3.
- Behalt dein Herz. Ihr könnt mich mal. Beltz, München 2024, ISBN 978-3-407-75936-8.
- Lukas Undercover – Wie man alles verbockt und doch gewinnt: Band 1. Fischer KJB, Frankfurt am Main 2022, ISBN 978-3-7373-4241-4.
- Lukas Undercover – Voll verpeilt ist halb gerettet: Band 2. Fischer KJB, Frankfurt am Main 2022, ISBN 978-3-7373-4242-1.

## Filmografie
- 2002: Tauerngold
- 2003: Jennerwein
- 2003: Glashimmel
- 2006: Wie Licht schmeckt (mit Maurus vom Scheidt)
- seit 2007: Dahoam is Dahoam